# Zsombor Maronka
Zsombor Maronka (Szeged, 10 de septiembre de 2002) es un baloncestista húngaro que pertenece a la plantilla del Hamburg Towers de la Basketball Bundesliga, cedido por el Club Joventut Badalona. Con 2,08 metros de estatura, juega en la posición de ala-pívot.

## Trayectoria deportiva
Es un ala-pívot formado en la cantera del Szedeák Szeged de su ciudad natal, que en 2014 llega a España para ingresar en categoría cadete en el Club Joventut de Badalona. Más tarde, pasaría también por las categorías júnior del conjunto badalonés.
Durante la temporada 2020-21, sería asignado al Club Bàsquet Prat de Liga LEB Plata, conjunto vinculado al Club Joventut de Badalona.
El 22 de noviembre de 2020, hace su debut en Liga Endesa con el primer equipo del Club Joventut de Badalona con apenas 18 años, 2 meses y 12 días, participando durante 5 minutos y 58 segundos en el que anotaría 4 puntos, en un encuentro frente al Acunsa GBC que acabaría con victoria por 68 a 99.
El 24 de enero de 2023, firma por el Real Betis Baloncesto de la Liga ACB, cedido por el Club Joventut Badalona hasta el final de la temporada.
El 10 de agosto de 2023, firma por el BC Neptūnas Klaipėda de la Lietuvos Krepšinio Lyga, cedido por el Club Joventut Badalona.
El 10 de julio de 2024, firma por el Hamburg Towers de la Basketball Bundesliga, cedido por el Club Joventut Badalona.

### Internacional
En verano de 2019, disputó el Europeo Sub-18 con la Selección de baloncesto de Hungría.